# 富山湾
富山湾（とやまわん）は、本州日本海側のほぼ中央部、富山県の北に位置する湾であり、日本海側の日本列島では最大の外洋性内湾である。旧名は「有磯海（ありそうみ）」である。

## 地理

本州中央部（中部地方）の地形図

西は氷見市の仏島または石川県七尾市の大泊鼻から東は黒部市の生地鼻までを結んだ線より南側を範囲とするのが一般的であるが、広義には能登半島先端の珠洲岬から富山-新潟県境までを結んだ線より内側を範囲とする。たとえば、気象庁が地震情報を発表する際に用いる震央地名の「富山湾」は広義の富山湾である。狭義の富山湾や七尾湾は広義の富山湾の支湾といえる。
水深の深さと魚の豊富さで知られており、春と冬には蜃気楼が発生することで知られる。
2014年に世界で最も美しい湾クラブへの加盟が認められた。日本国内では松島湾に次いで2件目となる。

### 沿岸自治体
富山県
- 黒部市
- 魚津市
- 滑川市
- 富山市
- 射水市
- 高岡市
- 氷見市

富山県（広義の富山湾に面する自治体）
- 朝日町
- 入善町

石川県（広義の富山湾に面する自治体）
- 七尾市
- 穴水町
- 能登町
- 珠洲市

### 流入河川
- 黒部川
- 片貝川
- 早月川
- 常願寺川
- 神通川
- 庄川
- 小矢部川 など

### 海底地形
富山湾の地形の特徴は急峻さである。海岸沿いには浅い海底がほとんどなく、急に深海に向かって落ち込んでおり、海底地形は「藍瓶（あいがめ）」と呼ばれる非常に険しい谷と尾根が多い。また、日本海中央部の日本海盆まで総延長約750キロメートルもの富山深海長谷が延びている。湾の大部分は深海とされる水深200メートルより深い水深300メートル以上にも及び、最も深い部分は1,000メートルを超える。つまり、標高3,000メートル級の立山連峰から海底まで4,000メートルもの「峡谷」になっている。
入善沖の海底には、1万年前の森林の立ち木がそのまま残された海底林がある。また、魚津の海底には、2000年前の森林が土砂に埋まった後に海面上昇で海面下に保存された魚津埋没林があり、特別天然記念物に指定されている。

### 湾内の島
海岸沿いに浅い海底がほとんどなく、急に深海に向かって落ち込む地形のため、富山湾には島や岩礁が少ない。特に東部は島がなく、湾内で島があるのは西部の高岡市や氷見市の沿岸のみである。
湾内の島や岩礁で主なものは東から時計回りに以下の通り。
- 男岩（高岡市）
- 女岩（高岡市）
- 唐島（氷見市）
- 虻ガ島（氷見市）
- 仏島（氷見市）

このうち周囲100mを超える比較的大きなものは、大きい方から虻ガ島、唐島、男岩の3島のみである。
雨晴海岸などの富山湾西部の海岸は、島や岩礁を抱く富山湾越しの立山連峰を望む景勝地となっている。

## 生態系
対馬海流が湾内に入るため沿岸は緯度の割には温暖であり、暖温帯の南方に多い常緑広葉樹林が湾岸部に多く分布している。水深が300メートルより深い水域には水温が1-2度ほどの冷たい日本海固有水（海洋深層水）があり、冷たい海に住む魚類が棲んでいる。一方で、300メートルより浅い表層部では、暖流である対馬海流が湾内に入ってくるため、ブリなど南の温暖な海の魚類も同時に棲んでいる。このため、富山湾には日本海に生息する魚類（約800種類）のうち半分以上（約500種類）がおり、獲れる魚の種類が非常に多いため「天然のいけす」とも呼ばれる。しかし、2000年代以降は海水温の上昇などの影響によってスケトウダラが姿を消し、シイラやサワラの漁獲が増加する傾向にあるなど、魚種の構成は変化しつつある。
本湾の魚類の多様性における特筆すべき点の一つとして、リュウグウノツカイやアカナマダやテングノタチやダイオウイカなどの貴重な深海性の大型魚介類が何度も確認されている。また、ウバザメやジンベイザメやコモンサカタザメやチョウザメなどの貴重な魚類も多数が記録されている。
その他、海底谷は貝やエビなどの生物の住処である。中でもシラエビ（シロエビ）は国内における商業漁獲がされるのは富山湾のみであり、トヤマエビは富山湾で豊富に漁獲され、最初に生態調査が行われたことで命名されている。加えて、黒部川など多くの河川が北アルプスに由来する雪解け水など森からの栄養を湾に送り込むため、多くの魚が繁殖できる豊かな漁場になる条件が揃っている。
ホタルイカが水揚げされる富山市から滑川市を挟み魚津市にかけての富山湾沿岸は、ホタルイカの群遊海面として有名である。富山湾に流入する常願寺川の河口左岸から魚津港までの約15km、満潮時の沖合1,260mまでの海域は1922年（大正11年）に国の天然記念物に指定され、1952年（昭和27年）3月29日には「ホタルイカ群遊海面」の名称で特別天然記念物に格上げされている。なお、「ホタルイカ」そのものを天然記念物に指定すると食用の漁獲に支障があるため、「群遊海面」が天然記念物に指定されている。
西端に近い七尾湾周辺にはミナミハンドウイルカの一家族が定着しており、これほどの緯度と気候条件の下で定着した珍しい事例とされている。北代遺跡や真脇遺跡など多数の周辺遺跡からの発掘調査からも、縄文時代から昭和時代までイルカ猟をふくむ捕鯨が行われていたなど、能登半島周辺には本来は多くの鯨類が生息・回遊していたとされる。現在ではめったに見られない中・大型のヒゲクジラ類も回遊していた。概して鯨類の種類や生息数は減少したが、ツチクジラなどの一部の種類は現在でも見られることがあり、貴重なオウギハクジラもこの海域を頻繁に利用することが判明している。
また、絶滅したとされるニホンアシカも生息していたと見られており、鯨類と同様に沿岸の遺跡から骨などが出土している。その他の鰭脚類では、トドやキタオットセイなどが迷い込むこともある。
アオウミガメ、アカウミガメ、オサガメといった貴重なウミガメが確認されることもある。
深海部は未知の部分が多く、海洋研究開発機構などが研究している。近年様々な深海魚が発見されており、その結果の一つとしてユーモラスな外見で知られる珍種のオオグチボヤの群生地が2000年に発見され、この様な巨大なコロニーの発見は世界初の事例であった。その後、生きた個体が採取され魚津水族館などで展示されている。

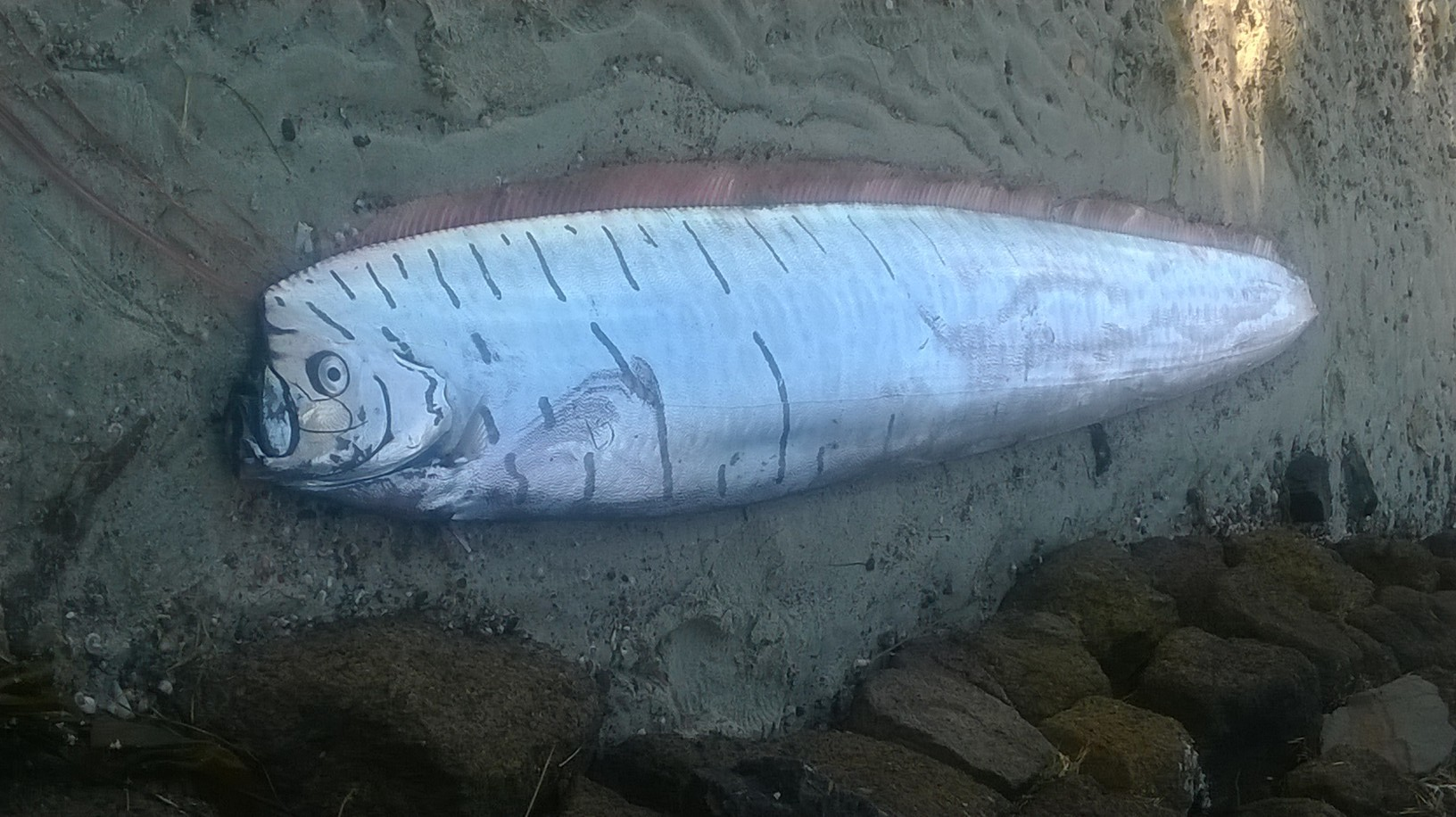
リュウグウノツカイ
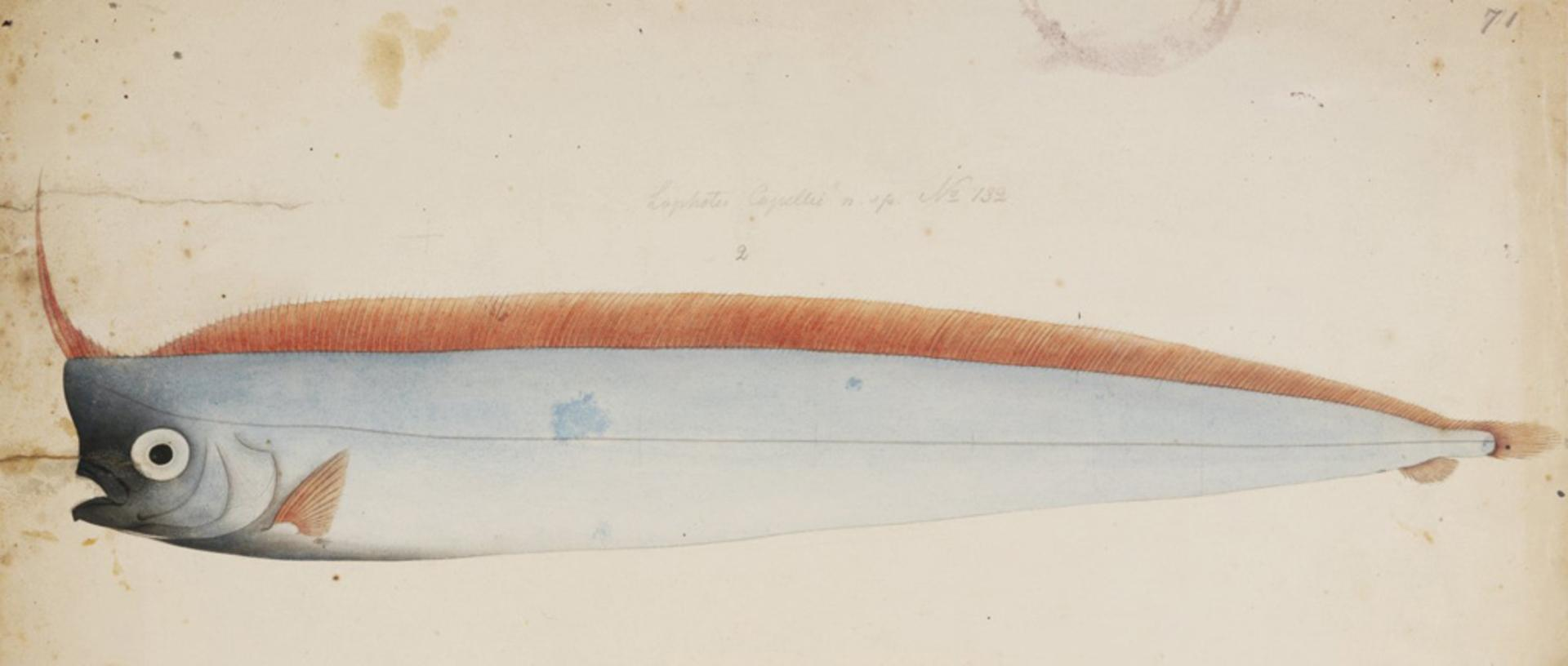
アカナマダ
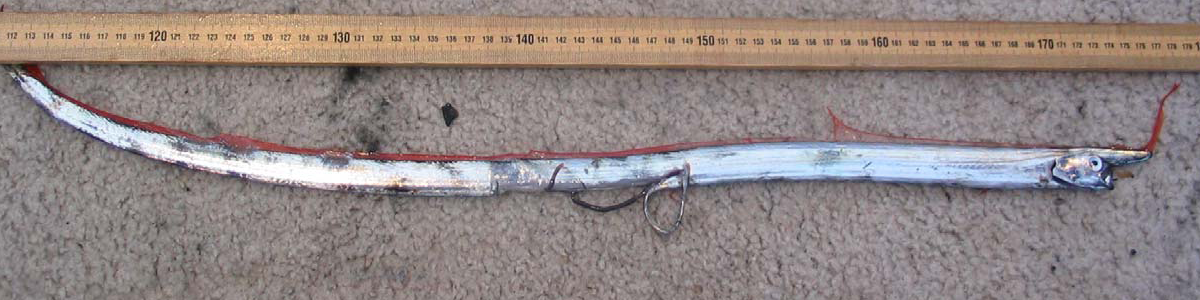
テングノタチ
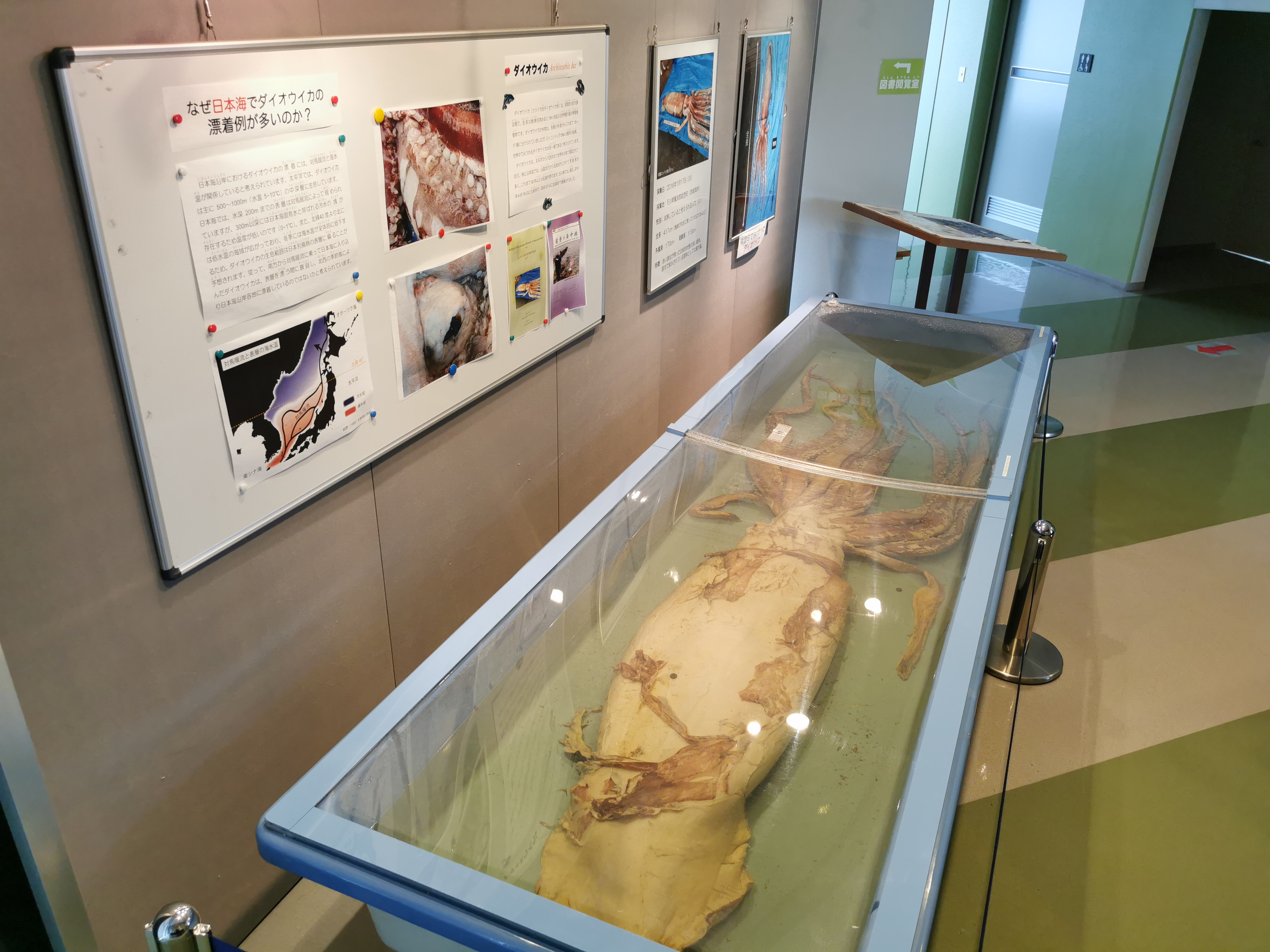
石川県立自然史資料館に展示されているダイオウイカ
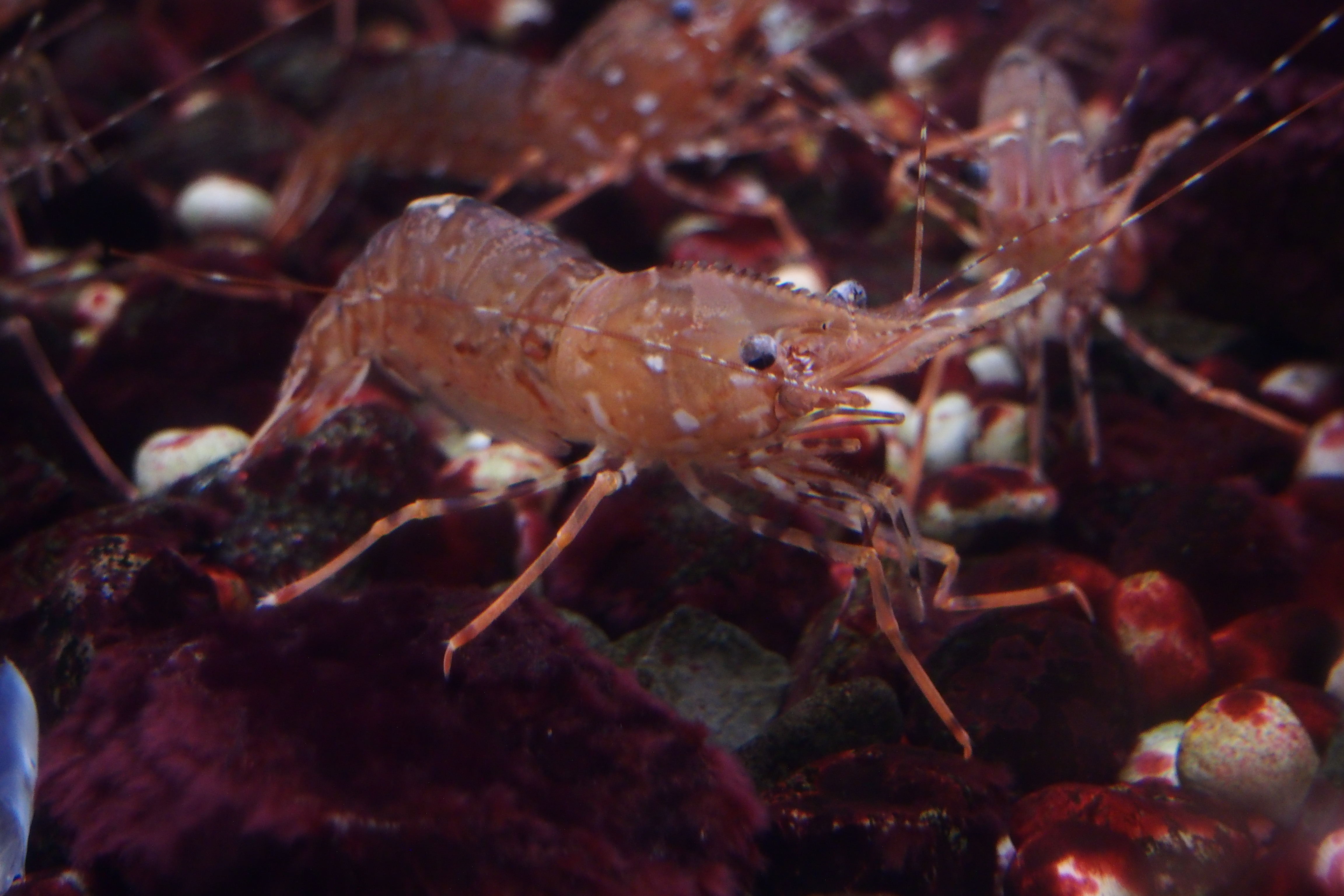
トヤマエビ
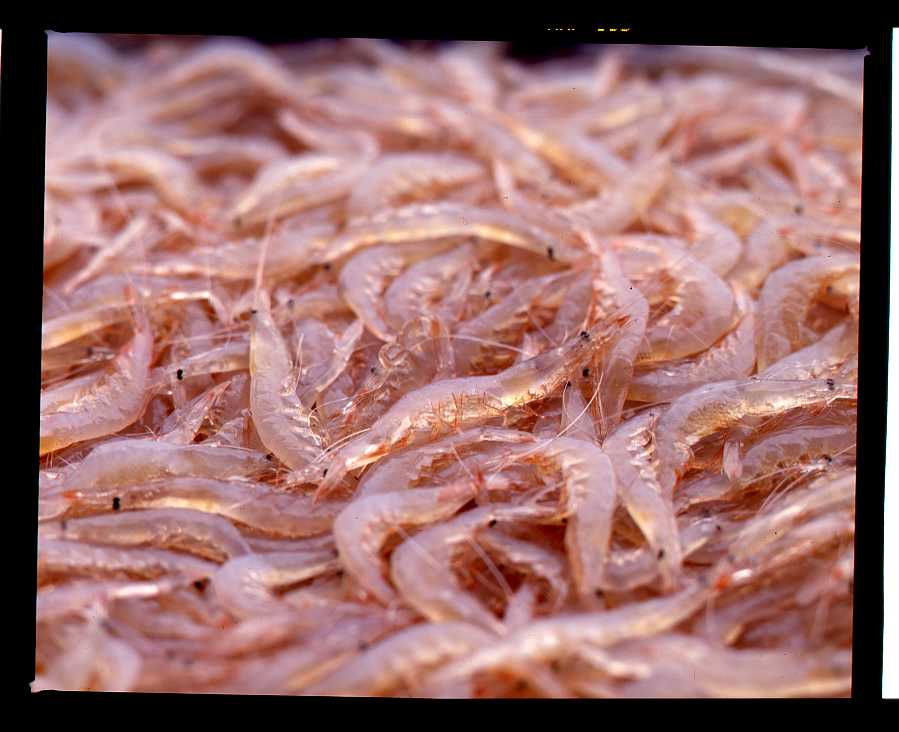
シラエビ
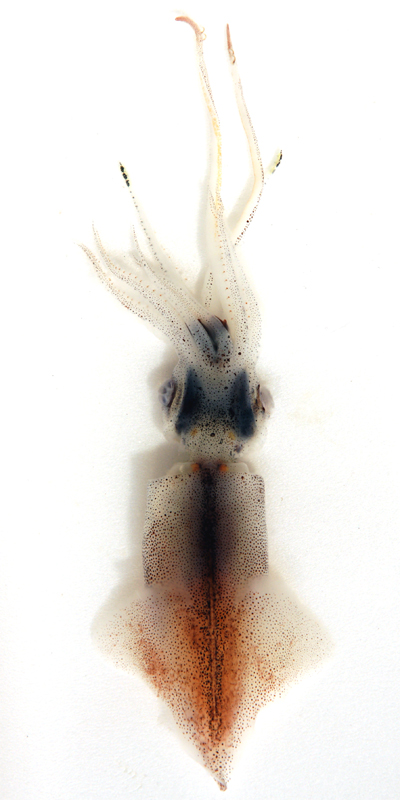
ホタルイカ
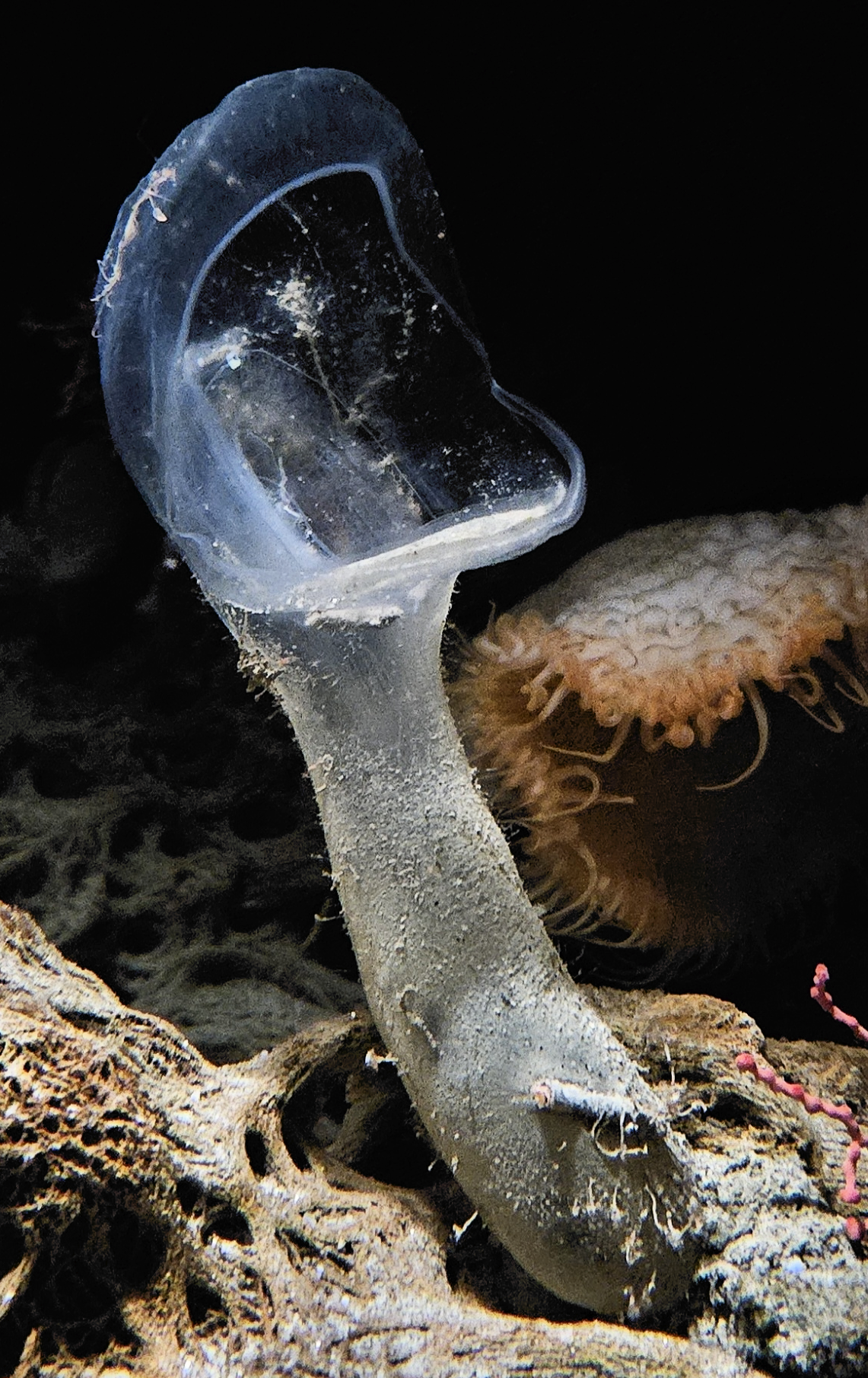
オオグチボヤ
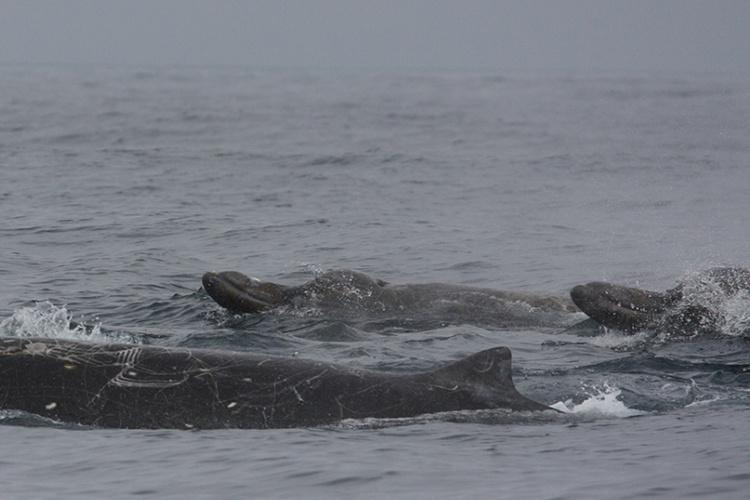
ツチクジラ
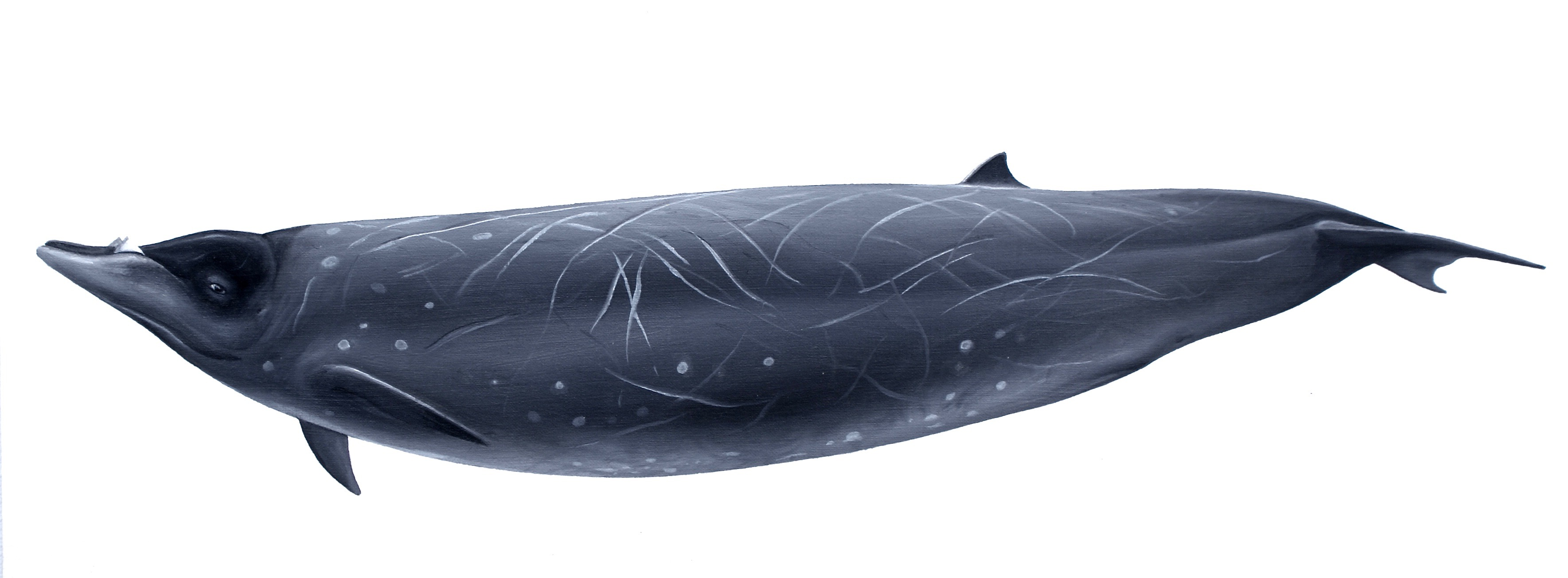
オウギハクジラ

## 利用

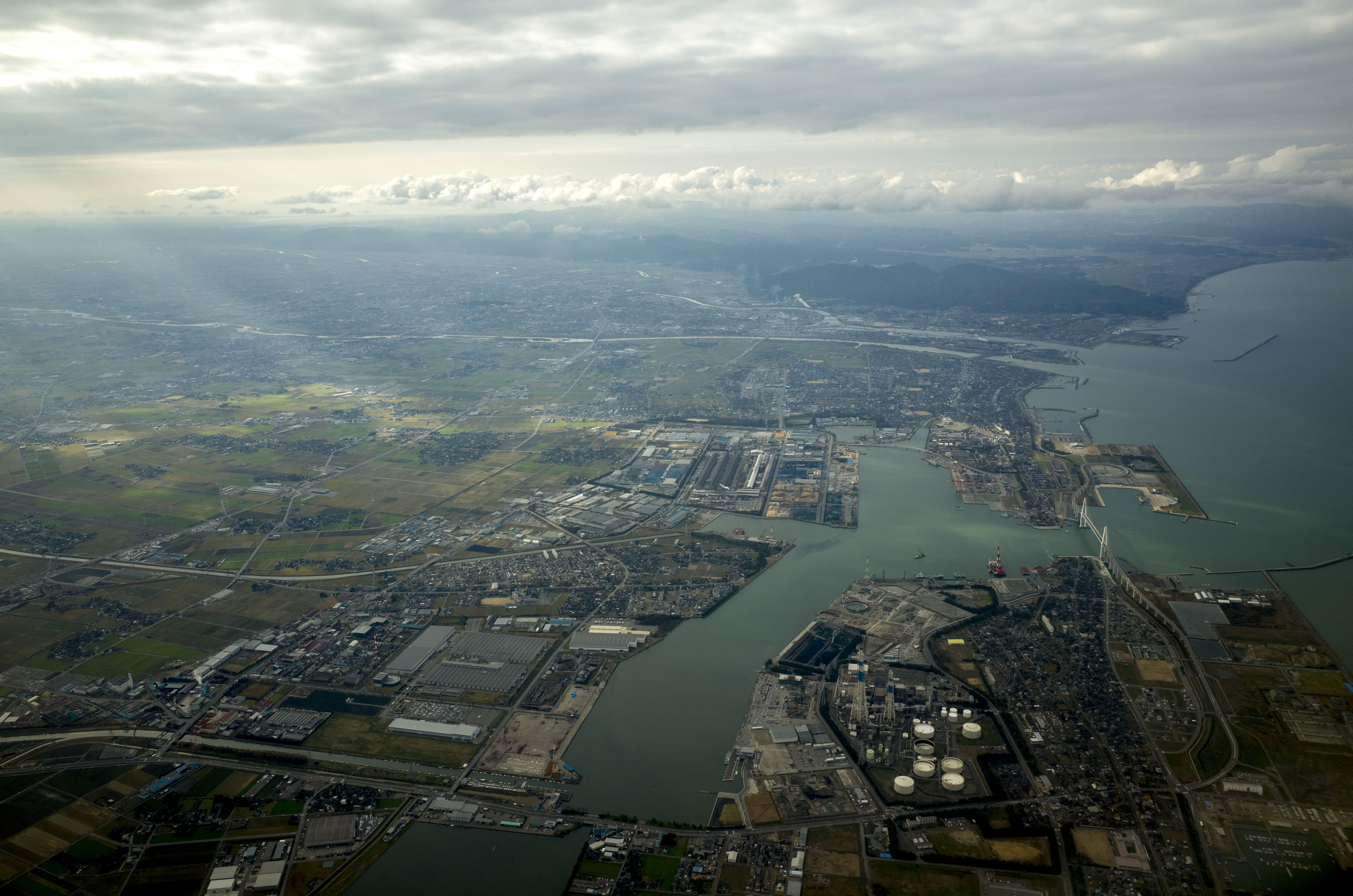
伏木富山港

豊かな漁場であるため、漁業・水産業が盛んである。ブリやホタルイカを捕獲する定置網漁業が古くから発達している。また、シロエビ（シラエビ）は日本海側では富山湾、太平洋側では遠州灘、駿河湾、相模湾に分布するが、商業漁獲が行われるのは富山湾のみである。
企業向けの海洋深層水の取水なども行われている。
海運業では、特定重要港湾の伏木富山港がある。水深の深い富山湾では、北前船などの時代から港湾が栄えており、今でも伏木富山港は日本海側を代表する港湾として木材や中古車などの交易が行われている。
富山県域の富山湾では人工的な利用が進んでおり、天然海岸は0.1%以下しか残っていない。これは、海岸線を持つ都道府県の中では2番目に少ない比率である。
黒部川や神通川などのダムによる水力発電により、富山湾岸では太平洋戦争前から製紙・繊維・化学など多くの工場が発達した。特に電力を求めてアルミ精錬工業が立地し、全国一のシェアを誇るほか、アルミを使う関連産業が集まる。現在でも北陸電力の電気料金は全国で最も安い。

## 観光

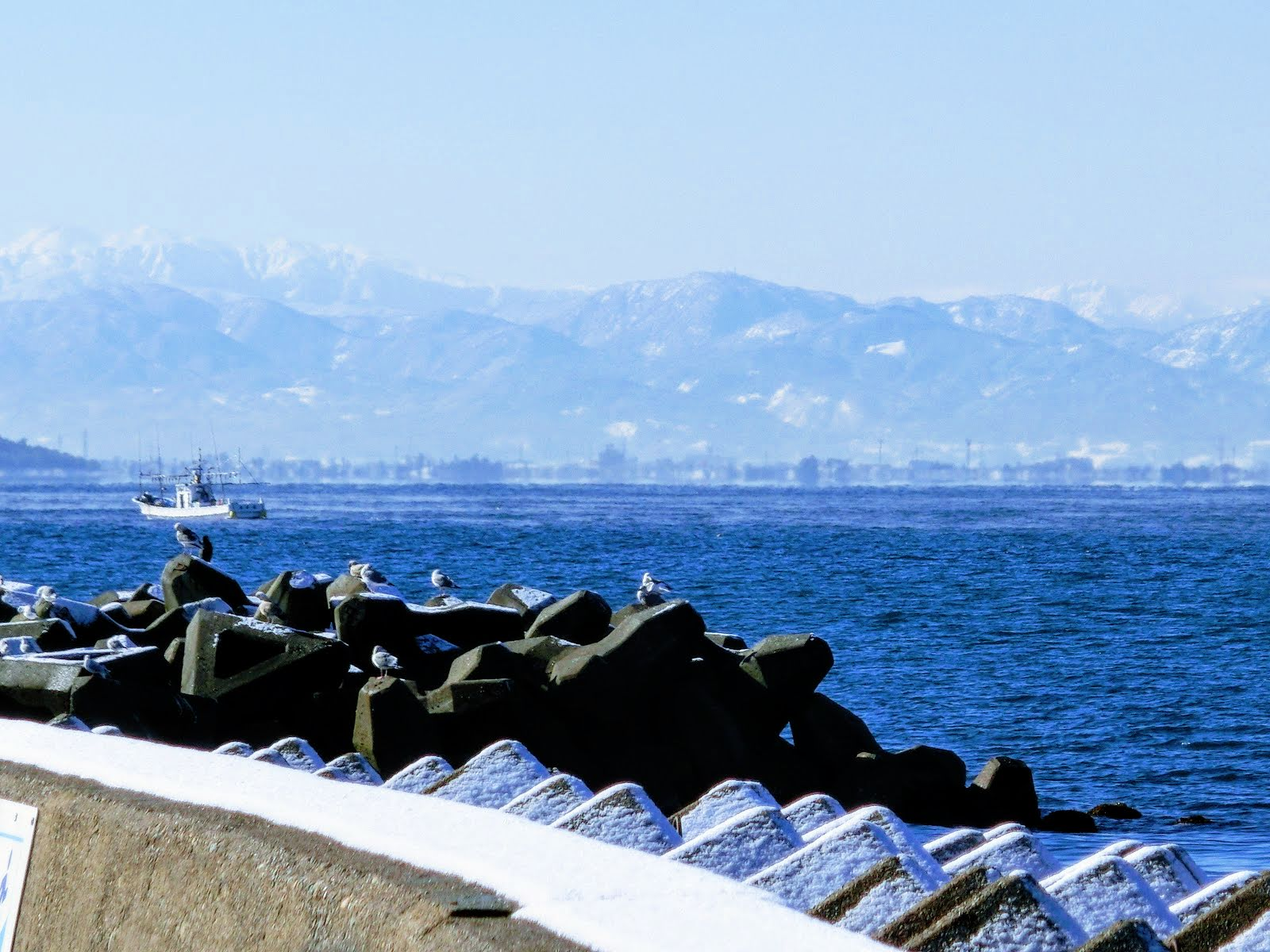
魚津市から望む富山湾

豊富な海産物が観光に利用されている。富山県ではその中でも「富山湾の王様」ブリ、「富山湾の神秘」ホタルイカ、「富山湾の宝石」シロエビの3種を「県の魚」として公式にPRしている。
バイ貝やイカ墨をつかった塩辛（黒作り）は江戸時代からの名産である。ベニズワイガニも有名。深海魚のゲンゲも「幻魚」として人気がある。 
ホタルイカは春の風物詩として知られている。滑川市にはほたるいかミュージアムがあるほか、富山湾でのホタルイカ定置網漁の様子を観光船から見学できる。
魚津市では海岸から蜃気楼がしばしば見られる。また、魚津市には魚津埋没林博物館、魚津水族館、遊園地ミラージュランドがある。
射水市の海王丸パークには帆船「海王丸」が公開されていて、立山連峰と新湊大橋を背景に優美な姿を見ることができる。また、射水市には新湊漁港があり、ベニズワイガニ、養殖のトラフグ、岩ガキなどが名産である。
能登半島国定公園内にある景勝地である雨晴海岸や氷見海岸からは3000m級の立山連峰を富山湾越しに眺めることができる。

## 災害

### 津波
1586年の天正地震の際には、富山湾で津波が発生し溺死者多数。庄川流域での被害が多かった。このほか湾内の津波は、1488年、1792年にも記録されている。

### 高波
海底が深く地形が複雑なため、冬型の気圧配置が強まると日本海北部の北海道付近から発生する「うねり」が遠く富山湾内まで押し寄せて「寄り回り波」と呼ばれる高波が発生する。新湊の海岸は何度も大きな被害を受けたことがある。
1916年12月28日から29日にかけて高波が発生し、富山湾東端に近い北陸本線市振駅-親不知駅間の路盤が破壊される被害を出した。
2008年2月24日には、大規模な寄り回り波が富山湾沿岸を襲い、入善町など湾内一帯で死者1名、重軽傷者15名、沿岸部の住家全壊4棟、半壊7棟の被害を出した。